# Mili giây
Một mili giây (cách ghép của mili và giây; ký hiệu: ms) là một phần một nghìn (0,001 hay 10−3 hay 1/1000) của một giây.

## Ví dụ
1 mili giây (1 ms) - thời gian chu kỳ cho tần số 1 kHz; thời lượng của ánh sáng đối với nhấp nháy đèn flash ảnh điển hình; khoảng thời gian để sóng âm truyền được khoảng 34 cm; khoảng thời gian lặp lại của mã GPS C / A PN
1 mili giây cũng là thời gian cần thiết để ánh sáng đi được 204,19 km trong một sợi cáp quang đơn mode cho bước sóng 1550nm (tần số: 193 THz).
1.000.692.286 mili giây - thời gian để ánh sáng đi được 300 km trong chân không
1 đến 5 mili giây - thời gian phản hồi điển hình trong màn hình máy tính tinh thể lỏng đặc biệt là màn hình cao cấp
2 mili giây - Thời gian sang số cho một chiếc xe Công thức Một hiện đại sử dụng hộp số tuần tự bán tự động sang số liền mạch [5]
2,27 mili giây - thời gian chu kỳ cho cao độ A440, cao độ được sử dụng phổ biến nhất để điều chỉnh nhạc cụ
3 mili giây - thời gian vỗ cánh của một con ruồi nhà. Cũng là tốc độ âm thanh quy chuẩn (một vấn đề trong điền kinh)
3,3 mili giây - thời gian trễ thông thường từ khi bắt đầu đến khi phát nổ một lần sạc nổ C4
4 mili giây - thời gian tìm kiếm trung bình điển hình cho đĩa cứng 10.000 vòng / phút
5 mili giây - thời gian vỗ cánh của một con ong mật
5 mili giây đến 80 mili giây - thời gian vỗ cánh của chim ruồi
8 mili giây - 1/125 giây, tốc độ màn trập của máy ảnh tiêu chuẩn (125); thời gian chuyển số nhanh nhất của hộp số cơ học trên ô tô
10 mili giây (10 mili giây) - một giây ngắn ngủi, thời gian chu kỳ cho tần số 100 Hz
10,378 mili giây - chu kỳ quay của sao xung PSR B1639 + 36A
15,625 mili giây - nốt hai trăm năm mươi sáu ở 60 BPM
16,67 mili giây (1/60 giây) - một phần ba, thời gian chu kỳ cho điện AC 60 Hz của Mỹ (lưới điện chính)
16,68 mili giây (1 / 59,94 giây) - lượng thời gian một trường kéo dài trong video xen kẽ 29,97 khung hình / giây (thường được gọi nhầm là 30 khung hình / giây)
20 mili giây - thời gian chu kỳ cho điện xoay chiều 50 Hz của Châu Âu
31,25 mili giây - nốt thứ một trăm hai mươi tám ở 60 BPM
33,367 mili giây - lượng thời gian một khung hình kéo dài trong video 29,97 khung hình / giây (phổ biến nhất đối với các định dạng cũ NTSC)
41,667 mili giây - lượng thời gian một khung hình kéo dài trong video 24 khung hình / giây (tốc độ khung hình điện ảnh phổ biến nhất)
41,708 mili giây - lượng thời gian một khung hình kéo dài trong video 23,976 khung hình / giây (tốc độ khung hình điện ảnh cho các định dạng cũ NTSC)
50 mili giây - khoảng thời gian giữa các lần chuyển số trên Lamborghini Aventador; với hộp số tay ly hợp đơn 7 cấp tự động
50 mili giây - thời gian chu kỳ cho âm có thể nghe được thấp nhất, 20 Hz
60 mili giây - thời gian chu kỳ cho lưới điện đường sắt điện xoay chiều 16,7 Hz của Châu Âu
60 mili giây - khoảng thời gian giữa các lần chuyển số trên Ferrari 458 Spider; với hộp số tự động ly hợp kép 7 cấp
62,5 mili giây - nốt thứ sáu mươi tư ở 60 BPM
5 đến 80 mili giây - độ trễ điển hình cho kết nối internet băng thông rộng (quan trọng để chơi trò chơi trực tuyến)
100 mili giây - khoảng thời gian giữa các lần chuyển số trên Ferrari FXX; với hộp số tay tự động ly hợp đơn 6 cấp
125 mili giây - nốt ba mươi giây ở 60 BPM
134 mili giây - thời gian ánh sáng thực hiện để di chuyển quanh đường xích đạo của Trái đất
150 mili giây - thời gian trễ tối đa được khuyến nghị cho dịch vụ điện thoại
100 - 400 mili giây - thời gian để mắt người chớp 
185 mili giây - thời lượng quay hoàn toàn của cánh quạt chính trên máy bay trực thăng Bell 205, 212 và 412 (tốc độ cánh quạt bình thường là 324 vòng / phút)
200 mili giây - thời gian não người cần để nhận ra cảm xúc trong các biểu hiện trên khuôn mặt
250 mili giây - nốt thứ mười sáu ở 60 BPM
400 mili giây - thời gian mà những cú ném bóng chày nhanh nhất chạm đến vùng tấn công
430 đến 500 mili giây - nhịp độ nhạc dance hiện đại phổ biến (120–140 BPM)
495 mili giây - trung bình gần đúng của thời gian khứ hồi để liên lạc qua vệ tinh không đồng bộ địa lý
500 mili giây - nốt thứ tám ở 60 BPM
770 mili giây - chu kỳ cách mạng của một kỷ lục 78 vòng / phút
860 mili giây - thời gian chu kỳ tim nghỉ ngơi trung bình của con người
1000 mili giây - một giây; chu kỳ của một dao động 1 Hz
86.400.000 (24 × 60 × 60 × 1000) mili giây - một ngày
604.800.000 (24 × 60 × 60 × 1000 × 7) mili giây - một tuần
31.556.925.974,7 (86.400.000 × xấp xỉ 365,242) mili giây - một năm